# Kuala II
Kuala II is een bestuurslaag in het regentschap Aceh Tengah van de provincie Atjeh, Indonesië. Kuala II telt 806 inwoners (volkstelling 2010).